# Jørgen Gry
Jørgen Gry (født 19. maj 1915 i København, død 18. juli 1993 i Egebæksvang Sogn) var en dansk hockeyspiller, der deltog på det danske landshold ved OL 1936 i Berlin. Jørgen Gry spillede for Orient og opnåede i alt 4 landskampe i perioden 1932-1936.
Ved OL i 1936 blev Danmark delt nummer syv blandt de elleve deltagende hold efter nederlag i indledende runde til Tyskland og uafgjort mod Afghanistan samt nederlag i to placeringskampe mod henholdsvis Schweiz og Japan. Gry spillede i placeringskampen mod Schweiz.
Gry var direktør i ekviperingsbranchen.